# Vote utile
Le vote utile est le fait de voter pour un candidat ayant supposément plus de chances d'être élu plutôt que pour celui que l'on préfère. Ce phénomène aurait pour effet d'empêcher un candidat tiers de remporter l'élection. C'est un type de vote stratégique.

## Concept
Le vote utile consiste à renoncer à son vote de cœur pour préférer un candidat qui paraît à la fois plus susceptible de gagner et le moins éloigné de ses préférences politiques. Ce phénomène provoquerait un réalignement d'électeurs qui préfèrent des partis minoritaires dont la victoire est peu probable sur des partis de gouvernement qui correspondent moins à leurs préférences. 
Le vote utile est un vote conditionné par les prévisions d'un résultat donné. Le vote utile peut alors intentionnellement s'inscrire dans ce qui peut être appelé une logique du « moins mauvais » que dans celle du « meilleur ». Il exigerait un niveau de compétence politique assez élevé pour que l'électeur puisse discerner quel candidat autre que son candidat préféré correspond le mieux à ses préférences, et quel candidat a le plus de probabilités de l'emporter.

## Histoire

### Origines du terme

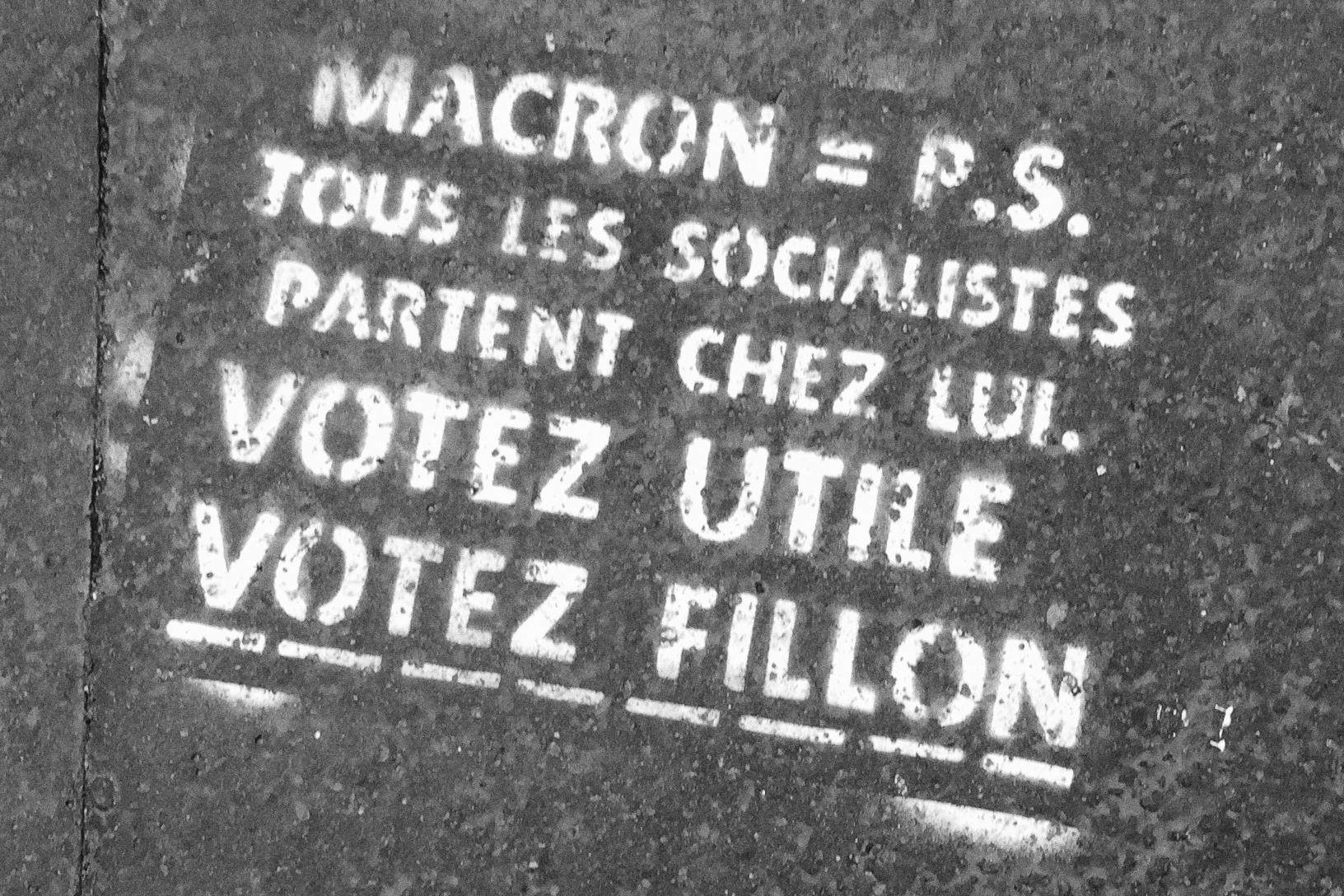
Graffiti incitant à « voter utile » (France, 2017).

Les politistes Gaël Brustier et Fabien Escalona de l'université libre de Bruxelles considèrent que l'émergence du terme de vote utile dans la vie politique française fait suite à l'élimination de Lionel Jospin au premier tour de l'élection présidentielle française de 2002. Selon une enquête d'Acrimed, le terme n'est utilisé que 39 fois dans la presse et par les agences de presse durant la campagne de 2002 (septembre 2001 à avril 2002), mais 1 075 fois avant le premier tour de 2007 sur la même période.
Le Parti socialiste aurait, aux scrutins suivants, mobilisé l'argument du vote utile pour inciter les électeurs de gauche à se détourner des formations politiques de gauche non-socialiste. Cette stratégie aurait permis au PS d'attirer des voix d'extrême-gauche et de centre-gauche lors des candidatures de Ségolène Royal en 2007 (70 %) et de François Hollande en 2012 (64 %).
Le chercheur en mathématiques électorales Rida Laraki abonde dans ce sens, en faisant remarquer que sur les 16 candidats présents au premier tour en 2002, 11 étaient de gauche ; un désistement des candidats de gauche aurait permis à Jospin de passer au second tour. Il conclut que « étant donné que les suffrages obtenus par un candidat mineur [peuvent] changer l’issue de l’élection, [...] voter « honnêtement » est devenu risqué », ce qui inciterait au vote utile.

### Postérité
Selon Acrimed, le terme est utilisé 39 fois durant la campagne présidentielle française de 2002, 1 075 fois durant celle de 2007, 1 068 fois durant celle de 2012, et 1 503 fois durant celle de 2017.
L'élection présidentielle française de 2017 fait l'objet d'une utilisation intense de l'expression de « vote utile », du fait de la reconfiguration de l'offre politique due à l'émergence d'un pôle radical au sein de la gauche ainsi que d'un pôle central et libéral fort.
Le sens de l'expression glisse légèrement, avec une utilisation du terme pour signifier que le vote est important, qu'il aura du poids. Il s'agit alors d'une réaffirmation de l'importance du vote dans le jeu électoral. Benoît Hamon écrit ainsi en mai 2019 : « Nous ne sommes pas un bulletin de vote Macron déguisé. Le #PrintempsEuropéen refusera l’alliance avec les libéraux. Si vous voulez un vote utile à gauche le #26Mai, votez la liste du #PrintempsEuropéen […] ». De la même manière, Marine Le Pen utilise l'argument du vote utile pour signifier que voter pour le FN aux élections européennes, c'est aussi voter contre Emmanuel Macron. L'expression de vote utile retrouve son ancien sens, attesté dans les débats parlementaires dès 1850.

## Analyse

### Stratégie argumentative des partis de gouvernement
Pour Mathias Reymond d'Acrimed, l'argument du vote utile est brandi par les partis de gouvernement pour attirer les voix des formations politiques périphériques. Or, il arrive que le parti de gouvernement qui utilise traditionnellement cet argument soit minoritaire au sein de son bord politique (comme le Parti socialiste face à la France Insoumise après l'élection présidentielle de 2017), et que l'argument soit récupéré par la formation jusque là mineure, devenue majeure.
Stéphane Zumsteeg, directeur du département opinion et recherche sociale de l'Insee, écrit en 2002 que le vote utile, quand il est appliqué à un second tour opposant un candidat républicain à un candidat rejeté par une partie majoritaire de la population, est le « garant de l'alternance » entre les deux grands partis de gauche et de droite. Plusieurs politistes considèrent le vote utile comme l'une des causes de l'affaiblissement progressif du Parti communiste français dans les années 1980,.

### Modes de scrutin alternatifs
Dans son ouvrage séminal Les partis politiques de 1951, le politiste et juriste Maurice Duverger écrit que le système bipartisan avait pour effet mécanique de limiter la représentation des petits partis, incapables d'obtenir une pluralité de votes à l'échelon local, mais avait aussi un effet psychologique, qui est celui de voter pour les grands partis car ce sont les seuls qui peuvent atteindre réalistement le second tour. 
Dès lors, plusieurs recherches sont menées à partir du milieu des années 2000 pour identifier les modes de scrutin qui déjouent le vote utile. 
Le rapport « Expérimentation du vote par note et du vote par approbation » de 2007, commandé par le Centre d'analyse stratégique, indique que « certains systèmes de vote sont plus ou moins sujets à telle ou telle défaillance ». Les simulations menées par Antoinette Baujard et Herrade Igersheim montrent que le scrutin par note, où chaque électeur peut classer sur une échelle ses candidats favoris, permettrait de minimiser le vote utile.
L'étude de 2010 du politiste Paul Abramson montre que le scrutin proportionnel plurinominal, parce qu'il permet l'existence d'une multiplicité de petits partis, augmente la proportion d'électeurs votant de manière utile. Une étude de 2014 dirigée par André Blais indique que, sur l'échantillon observé, le scrutin proportionnel fait augmenter d'un point le vote utile.

## Débats

### Potentiel affaiblissement démocratique
La question du rôle ou des conséquences du vote utile dans un affaiblissement du sentiment démocratique fait l'objet de débats.
Pour le politiste Gérard Grunberg de Sciences Po Paris, le vote utile n'est pas un facteur d'affaiblissement du sentiment démocratique, dès lors que celui-ci est pratiqué par conscience politique. Le vote utile devient alors un marqueur de positionnement politique, et « voter contre un danger n’est pas moins noble que de voter pour ses propres idées ».
Le sociologue politique Rémi Lefebvre de Sciences Po Lille considère en revanche que le vote utile « crée du dégoût pour la politique » et ne permet que de repousser à plus tard l'arrivée au pouvoir des partis bloqués par le vote utile. Le vote utile, en ce qu'il serait un vote négatif (voter contre plutôt que voter pour) ferait que les votes « ne produisent plus de la légitimité, mais de la défiance ».
L'économiste Antoinette Baujard (université de Lyon) fait remarquer que les études qui se sont penchées sur la théorie des choix publics, comme celles de Kenneth Arrow, montrent que « dès lors qu’il faut trancher pour donner le pouvoir à une ou quelques personnes, il y a forcément un vote utile ».

### Existence du vote utile
Si le terme de vote utile est régulièrement utilisé dans le débat politique, son existence réelle fait l'objet de débats au sein de la sociologie électorale.
L'étude de 2007 d'Antoinette Baujard et Herrade Igersheim montre que, sur un échantillon d'électeurs de l'élection présidentielle de 2007, 80% des électeurs ont répondu que le programme du candidat avait été déterminant dans leur vote (15,5% ont répondu qu'ils ont « un peu » pris en compte le programme). Environ 55,5% ont considéré que les informations issues des sondages n'avaient pas été déterminantes dans leur vote (8,7% déclarent qu'elles l'ont été). Cela remet en question l'idée d'un vote utile massif.
Dans leur article « Vote par approbation, vote par note » publié en 2014 dans la Revue économique, plusieurs économistes politiques remarquent que la perception de la probabilité d'échec de leur candidat favori ne conduit pas systématiquement les électeurs à effectuer un vote utile traditionnel. Outre la possibilité de voter pour un candidat qui n'a pas leur préférence au premier tour, certains électeurs votent pour les candidats dont la défaite est perçue comme probable (effet underdog, ou effet humble-the-winner).                
Dans son article « Y a-t-il un vote stratégique en France ? », André Blais de l'université de Montréal montre que le vote utile a été très marginal en 2002. Il met en revanche en évidence l'existence d'un « vote utile inversé ». Lorsque les électeurs considèrent que leur candidat favori a ses chances d'arriver au deuxième tour, il se permet de voter pour un autre candidat afin d'envoyer au candidat qui arrive au deuxième tour un signal sur ses envies. Blais montre que ce vote utile inversé a particulièrement frappé Jacques Chirac et Lionel Jospin, et que ce dernier serait arrivé au second tour sans lui. Il favorise les candidats à l'époque périphériques, comme les extrêmes ou le centre. Ce vote utile inversé est démontré par l'analyse de 2007 du Centre d'analyse stratégique, qui montre qu'en 2007, environ 3,6% des électeurs ont voté au premier tour pour un candidat sans vouloir que ce candidat soit au second tour ; 4% déclarent qu'ils ont voté en déclarant vouloir « un peu » que ce candidat soit au second tour. Le vote utile inversé serait donc entre 3,6 et 7,6%.                
Un sondage OpinionWay en mai 2017 indique que 54% des Français qui ont voté pour La République en marche l'auraient fait par adhésion au programme, et le reste pour d'autres raisons, dont, par exemple, le vote utile. Le sondage ne différencie cependant pas le vote utile des autres types de vote stratégique.                                                 